# Lee Da-hee
Lee Da hee (en hangul, 이다희; 15 de marzo de 1985) es una actriz surcoreana.

## Biografía
Tiene un hermano menor.

## Carrera
Empezó a darse a conocer a los 17 años, al ganar un premio de supermodelos cuando era estudiante de segundo curso de enseñanza secundaria en Yongin.
Es miembro de la agencia Huayi Brothers Korea (화이브라더스코리아).

### Televisión y cine
Realizó personajes de apoyo en la película Harmony, así como en dramas tales como The Legend, Air City, Birdie Buddy, y Welcome Rain to My Life.
El 2013 se convirtió en su año al protagonizar dos dramas con altas calificaciones I Can Hear Your Voice y el melodrama Amor Secreto.
Estos fueron seguidos por su primer papel principal en una miniserie, el drama de venganza Big Man.
En agosto de 2016 firmó contrato con la agencia Huayi Brothers.
En el 2018 obtuvo un papel secundario en la serie The beauty inside, con el personaje de Kang Sa Ra, una mujer arrogante que se enamora de un chico que es todo lo contrario a ella.
El 5 de junio del 2019 se unió al elenco de la serie Search: WWW, donde interpretó a Cha Hyeon, la gerente general de un portal web coreano que está compitiendo por ser el más utilizado del país, hasta el final de la serie el 25 de julio del mismo año. En esta misma serie interpreta una de las canciones de la banda sonora.
El 1 de febrero del 2021 se unió al elenco principal de la serie L.U.C.A.: The Beginning, donde da vida a la dedicada detective Goo-reum, quien mientras investiga la corrupción de un oficial superior es transferida a la Unidad de Investigación de Crímenes Mayores.
En septiembre del mismo año se confirmó que se había unido al elenco principal de la serie Island, donde interpreta a Won Mi-ho, la hija de una familia adinerada que se vuelve el blanco de los goblins. La serie se estrenó el 30 de diciembre de 2022. Originalmente la actriz Seo Ye-ji había sido elegida para interpretar a Mo-ho, sin embargo luego de la controversia en la que se vio envuelta se retiró de la serie y fue reemplazada por Da-hee. El 20 de diciembre del mismo año se comunicó que esta había resultado lesionada en el cuello mientras filmaba una escena de acción durante el rodaje de Island, y que por este motivo no pudo asistir a la conferencia de prensa en línea de presentación del espectáculo de telerrealidad de Netflix Cielo para dos.
En noviembre de 2022 la actriz pasó a ser representada por Ghost Studio.

### Modelaje
Antes de incursionar en la actuación, fue finalista del Concurso Super Elite Model 2002.

## Filmografía

### Series de televisión
| Año     | Título                                       | Rol                  | Red                | Notas         | Ref.                 |
| ------- | -------------------------------------------- | -------------------- | ------------------ | ------------- | -------------------- |
| 2002    | Honest Living                                |                      | SBS                |               |                      |
| 2003    | Thousand Years of Love                       |                      | SBS                |               |                      |
| 2003    | Man and Woman (그 별은 그렇게 우리에게 왔다) |                      | SBS                | Open Drama    |                      |
| 2004    | Into the Storm                               | Lee Jung-yeon        |                    |               |                      |
| 2005    | Sad Love Story                               | Kang Shin-hee        | MBC                |               |                      |
| 2007    | Air City                                     | Han Yi-kyung         | MBC                |               | [ 23 ]               |
| 2007    | The Legend                                   | Gakdan               | MBC                |               | [ 24 ]               |
| 2008    | The Secret of Coocoo Island                  | Lee Da-hee           | MBC                |               | [ 25 ]               |
| 2011    | Royal Family                                 |                      | MBC                |               |                      |
| 2011    | I Need Romance                               | Lee Min-jung         | tvN                | Cameo, ep. 16 |                      |
| 2011    | Birdie Buddy                                 | Min Hae-ryung        | tvN                |               | [ 26 ]               |
| 2011    | Saving Mrs. Go Bong-shil                     | Oh Eun-mi            | TV Chosun          | Cameo         |                      |
| 2012    | Welcome Rain to My Life                      | Han Dan-bi           | SBS                |               | [ 27 ]               |
| 2013    | I Can Hear Your Voice                        | Seo Do-yeon          | SBS                |               |                      |
| 2013    | Secret Love                                  | Shin Se-yeon         | KBS2               |               | [ 28 ]               |
| 2014    | Big Man                                      | So Mi-ra             | KBS2               |               |                      |
| 2015    | Mrs.Cop                                      | Min Do-young         | SBS                |               | [ 29 ]               |
| 2018    | Queen of Mystery 2                           | Jung Hee-yeon        | KBS2               |               | [ 30 ]               |
| 2018    | The Beauty Inside                            | Kang Sa-ra           | JTBC               |               |                      |
| 2019    | Search: WWW                                  | Cha Hyeon (Scarlett) | tvN                | 16 episodios  |                      |
| 2021    | L.U.C.A.: The Beginning                      | Det. Goo-reum        | tvN                | 12 episodios  |                      |
| 2022    | Love Is for Suckers                          | Goo Yeo-reum         | ENA                |               | [ 31 ]               |
| 2022-23 | Island                                       | Won Mi-ho            | TVING, Prime Video | Serie web     | [ 32 ] [ 33 ] [ 34 ] |
| 2025    | Seguro de divorcio                           | Jeon Na-rae          | tvN                | 12 episodios  | [ 35 ] [ 36 ] [ 37 ] |

### Cine
| Año  | Título                        | Papel          |
| ---- | ----------------------------- | -------------- |
| 2008 | Black Heart (Delivering Love) | Jang Na-rae    |
| 2010 | Harmony                       | Gong Na-young  |
| 2015 | Begin again (오월)            | Jeong Da-jeong |

### Espectáculos de variedades
| Año       | Título                               | Red       | Notas                                                                   | Ref.          |
| --------- | ------------------------------------ | --------- | ----------------------------------------------------------------------- | ------------- |
| 2011      | Food Essay                           | O'live TV | Presentadora                                                            |               |
| 2013      | Happy Together                       | KBS       | Invitada (ep. 317)                                                      |               |
| 2015      | Real Men Season 1 – Female Edition 2 | MBC       | Miembro del reparto                                                     | [ 39 ]        |
| 2015–2016 | Entertainment Weekly                 | KBS2      | Presentadora                                                            | [ 40 ]        |
| 2018      | Law of the Jungle in Cook Islands    | SBS       | Miembro del reparto (episodios 299–301)                                 | [ 41 ]        |
| 2018      | Law of the Jungle in Sabah           | SBS       | Miembro (ep. 330-333)                                                   |               |
| 2018      | Running Man                          | SBS       | Invitada (ep. 388-389) Miembro invitado (ep. 392-396, 399-400, 406-408) | [ 42 ]        |
| 2021      | My Little Old Boy (My Ugly Duckling) | SBS       | Invitada (ep. 227)                                                      | [ 43 ]        |
| 2021-2022 | Cielo para dos                       | Netflix   | Presentadora                                                            | [ 44 ] [ 45 ] |

### Presentadora
| Año  | Programa                                 | Notas                     |
| ---- | ---------------------------------------- | ------------------------- |
| 2022 | 36th Golden Disc Awards                  | co-presentadora           |
| 2021 | 35th Golden Disc Awards                  | co-presentadora           |
| 2020 | 2020 Mnet Asian Music Awards (2020 MAMA) | presentadora de categoría |
| 2020 | 34th Golden Disc Awards                  | [ 50 ] [ 51 ]             |
| 2020 | Road to Kingdom                          |                           |
| 2019 | Queendom                                 | [ 52 ] [ 53 ]             |
| 2019 | M2 X Genie Music Awards (MGMA)           |                           |

### Vídeos musicales
| Año  | Título de la canción     | Artista |
| ---- | ------------------------ | ------- |
| 2007 | "To Some Degree of Love" | Tim     |
| 2012 | "Far Away... Young Love" | C-Clown |
| 2013 | "Missing You Today"      | Davichi |
| 2014 | "Arm Pillow"             | Davichi |

### Revistas / sesiones fotográficas
| Año  | Título   | Notas  |
| ---- | -------- | ------ |
| 2019 | "Grazia" | [ 54 ] |

## Discografía
| Año  | Canción                        | Álbum                                 | Notas |
| ---- | ------------------------------ | ------------------------------------- | ----- |
| 2021 | "Your Eyes" (versión acústica) | OST Pt.3 de "L.U.C.A.: The Beginning" |       |
| 2019 | "When I See You On TV"         | OST Pt. 6 de "Search: WWW"            |       |

## Premios y nominaciones
| Año  | Premio                   | Categoría                                               | Nominación                 | Resultado | Ref.          |
| ---- | ------------------------ | ------------------------------------------------------- | -------------------------- | --------- | ------------- |
| 2013 | Korea Drama Awards       | Premio a la Excelencia, Actriz                          | Puedo Oír Tu Voz           | Candidata |               |
| 2013 | SBS Drama Awards         | Premio Nueva Estrella                                   | Puedo Oír Tu Voz           | Ganadora  | [ 55 ]        |
| 2013 | SBS Drama Awards         | Premio a la excelencia, Actriz en una Miniserie         | Puedo Oír Tu Voz           | Candidata |               |
| 2013 | KBS Drama Awards         | Premio Mejor Pareja con Bae Soo-bin                     | Amor Secreto               | Candidata |               |
| 2013 | KBS Drama Awards         | Premio de los Cibernautas , actriz                      | Amor Secreto               | Candidata |               |
| 2013 | KBS Drama Awards         | Mejor Actriz de Reparto                                 | Amor Secreto               | Ganadora  | [ 56 ]        |
| 2014 | KBS Drama Awards         | Premio a la excelencia, Actriz en una Miniserie         | Big Man                    | Candidata |               |
| 2014 | KBS Drama Awards         | Premio de Popularidad, Actriz                           | Big Man                    | Ganadora  | [ 57 ]        |
| 2015 | MBC Entertainment Awards | Premio Excelencia Femenina en Espectáculo de variedades | Real Men: Female Edition 2 | Candidata |               |
| 2015 | SBS Drama Awards         | Premio especial, Actriz en una Miniserie                | Mrs. Cop                   | Ganadora  | [ 58 ]        |
| 2018 | Asia Artist Awards       | Premio Asia Brilliant                                   | The Beauty Inside          | Ganadora  | [ 59 ]        |
| 2018 | SBS Entertainment Awards | Premio Mejor Trabajo en Equipo                          | Running Man                | Ganadores | [ 60 ] [ 61 ] |
| 2019 | Baeksang Arts Awards     | Premio Mejor Actriz de Reparto (Televisión)             | The Beauty Inside          | Candidata |               |